# Інцидент на мосту Луґоуцяо

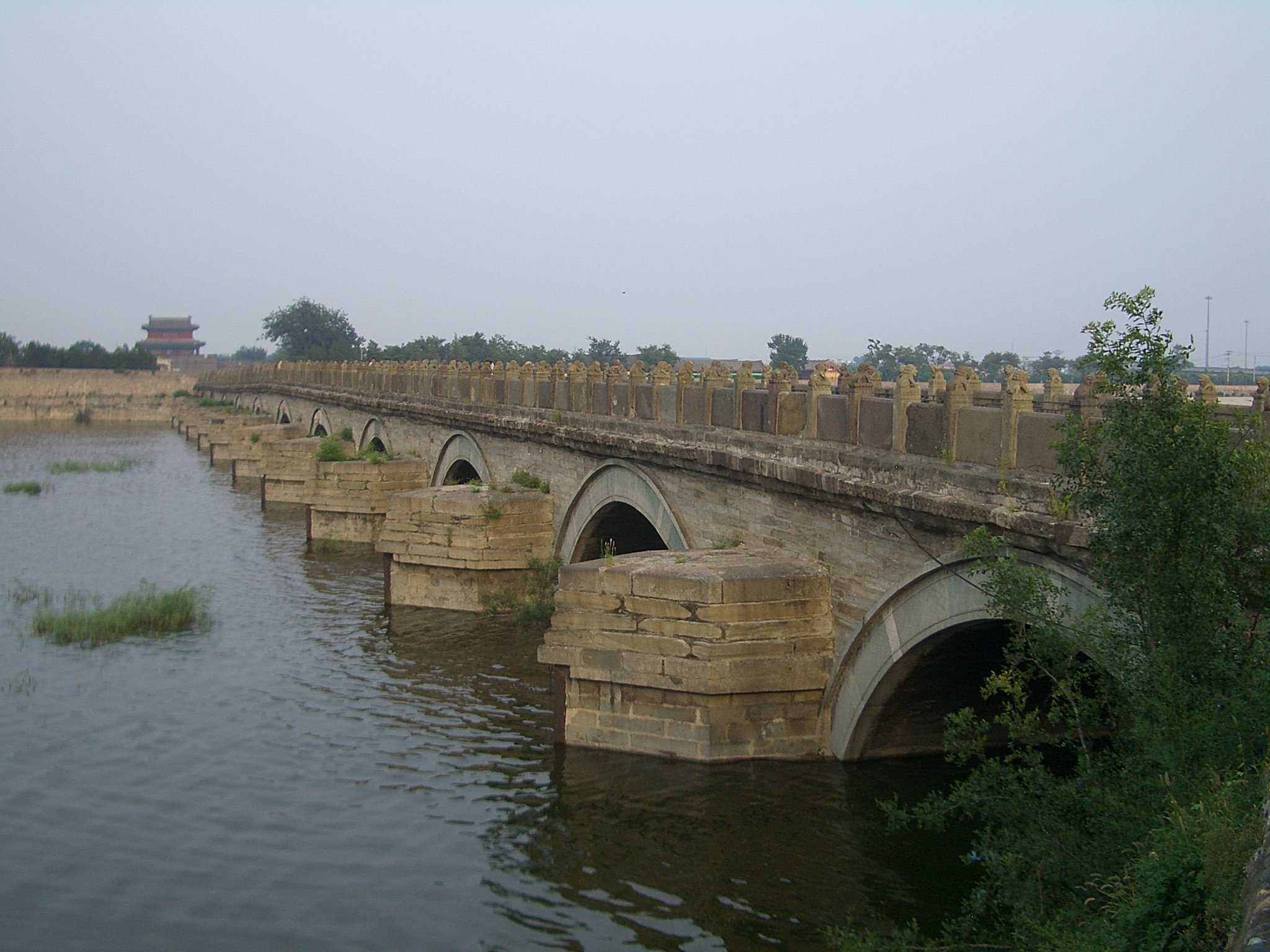
Міст Марко Поло. Башта над західними воротами фортеці Ваньпін (вид з східного кінця мосту

Інцидент на мосту Марко Поло (Луґоуцяо) — сутичка між японською гарнізонною армією в Китаї і ротою китайських військ, які охороняли міст Луґоуцяо, що відбулася 7 липня 1937. Цей інцидент послужив для японців формальним приводом для початку Другої японо-китайської війни.